# Reserva de Ulla-Ulla
La Reserva Nacional de Ulla-Ulla es una reserva de la biosfera ubicada en la provincia de Franz Tamayo, en el departamento de La Paz, al oeste de Bolivia. Forma parte del Área Natural de Manejo Integrado Apolobamba y fue creada en 1972 con una extensión de 240.000 hectáreas,
La reserva se encuentra en la meseta andina del noroeste de la ciudad de La Paz, con una altitud media de más de 4.000 m s. n. m.. Su frontera occidental coincide con la frontera política con el Perú. El parque tiene aproximadamente 2.000 km² de superficie y está poblado por cerca de 12.000 personas, la mayoría de ellos de origen aimara. El parque protege parte de la ecorregión húmeda puna andina central.
El parque fue declarado reserva de la biosfera por la UNESCO en 1977.

### Cultura
La región que comprende a la reserva Ulla-Ulla acoge a los kallawaya, esta cultura fue declarada como "Obra Maestra del Patrimonio Cultural e Intangible de la Humanidad ”por la UNESCO en el año el 7 de noviembre del 2003. El idioma originario de los kallawaya es el machchaj-juyai, lengua parecida al puquina, que hasta la actualidad se utiliza en cantos y rituales en la zona. Aun cuando la base léxica procede del idioma puquina, la gramática y base morfológica es principalmente quechua. Actualmente, las poblaciones principales como Charazani y Curva, en la provincia Bautista Saavedra, son de habla predominantemente quechua

### Flora
La reserva tiene como parte de su vegetación pastos y praderas de alto porte. Sin embargo predominan las gramíneas duras como chilliwa (Festuca dolichophylla), hichu Stipa ichu,pastos (Calamagrostis spp.), y plantas con rosetas, rastreras y en cojines tales como: huarako (Teph - rocactus lagopus), siki (Hypochoeris spp.), sillusillu (La - chemilla spp.), huaricoca (Pycnophyllum spp.), yareta (Azorella spp.), pacopaco (Aciachne pulvinata y pulvi - nulos), de bofedales con cuncuna o julla (Distichia mus - coides), Plantago tubulosa y Oxychloe andina, además de juncáceas y cyperáceas

### Fauna

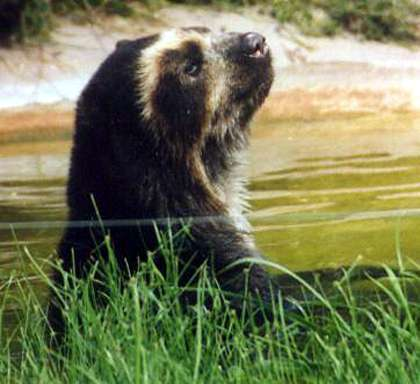
Tremarctos ornatus

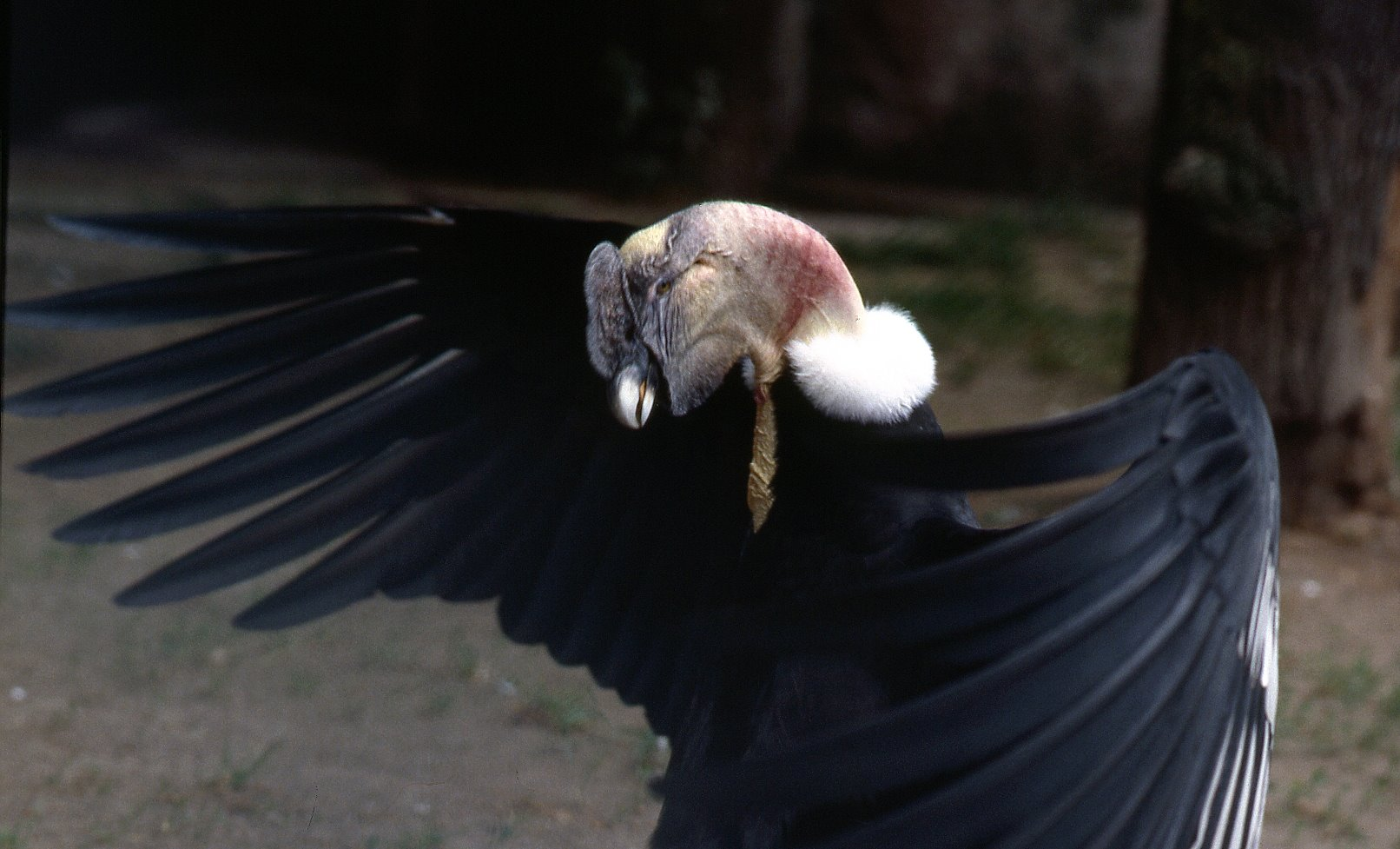
Vultur gryphus

Esta reserva es conocida por albergar un gran número de especies de vertebrados principalmente mamíferos y aves. Entre los mamíferos más destacados podemos encontrar poblaciones significativas de alpacas (Vicugna pacos), el mayor grupo de vicuñas (Vicugna vicugna), ciervos, zorros (Pseudalopex culpaeus), los tití (Feliz jacobita), venado petiso (Mazama briceñii chunyi), roedores, el jukumuri u oso andino (Tremarctos ornatus) y pumas (Fe-lis concolor)
También es hábitat del cóndor andino (Vultur gryphus) considerada el ave voladora más grande del mundo, aves acuáticas como la huallata (Chloephaga melanoptera); el pato de las torrentes (Merganetta armata), algunas especies de patos tales como: (Anas puna), la chocka grande (Fulica gigantea); entre zambullidoreso zamormujos más importantes encontramos a (Rollandia rolland y Podiceps occipitalis) y leque leques (Vanellus resplendens). En la zona del centro, se encuentran varias especies de aves terrestres como: Speotyto cunicularia, Colaptes rupicola y Phalcoboenus megalopterus

### Especies endémicas

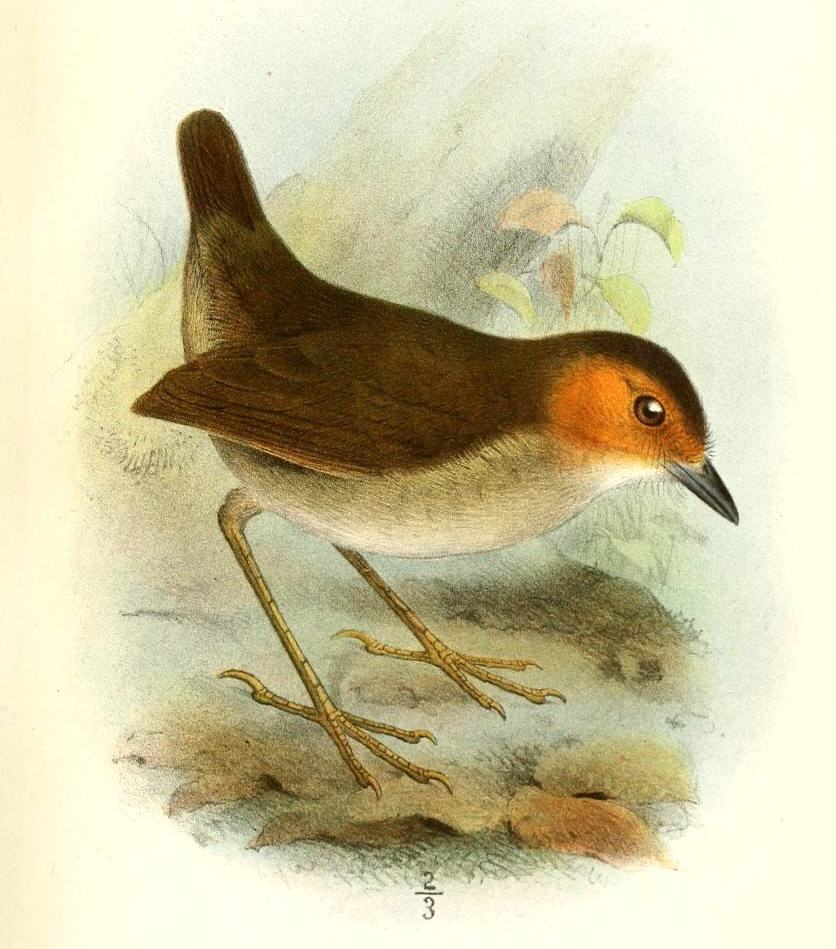
Grallaria erythrotis

En Ulla-Ulla se encuentran varias especies endémicas. El comúnmente conocido como roroí carirrufo una ave paseriforme de especie Grallaria erythrotis, la rana Hyloscirtus charazani anfibio de la familia de Hylidae, la Rata de pasto diurna (Akodon dayi) un roedor de la familia de Cricetidae y  Micrurus frontifasciatus